# ویلا کارچینا
ویلا کارچینا (به ایتالیایی: Villa Carcina) یک کومونه در ایتالیا است که در استان برشا واقع شده‌است. ویلا کارچینا ۱۴٫۴۱ کیلومتر مربع مساحت و ۱۱٬۰۸۲ نفر جمعیت دارد و ۲۱۴ متر بالاتر از سطح دریا واقع شده‌است.